# Mittlerer Eichberg
Der Mittlere Eichberg, auch Vorderer Eichberg genannt, ist ein 372 Meter hoher Berg im 13. Wiener Gemeindebezirk Hietzing.  

## Geographie
Der Mittlere Eichberg liegt im südwestlichen Teil des Bezirks Hietzing und ist Teil des Lainzer Tiergartens. Benachbarte Berge sind der nördlich gelegene Kaltbründlberg, der Kaiserzipf im Südwesten und der Kleine Eichberg im Süden. Der großteils bewaldete Hügel ist Teil des Wienerwaldgebirges, dem nordöstlichsten Ausläufer der Ostalpen. 
Am südwestlichen Abhang des Mittleren Eichbergs entspringt ein Quellbach des Gütenbaches. Ein weiterer Quellbach des Gütenbachs verläuft östlich des Berges. Nördlich des Eichbergs liegt zudem die Kleefrischewiese. 

## Namensherkunft
Der Mittlere Eichberg wurde vermutlich nach seinem Eichenbestand benannt und ist urkundlich erstmals 1819 belegt. Interessanterweise gibt es zwar auch einen Vorderen Eichberg (die südwestliche Schulter des Mittleren Eichbergs) und weiter südlich einen Kleinen Eichberg, jedoch keinen Großen oder Hinteren Eichberg im Lainzer Tiergarten. Die nördlich des Berges gelegene Kleefrischewiese oder Kleefrische Wiese erhielt ihren Namen entweder von dem im 18. Jahrhundert geförderten Anbau von Klee oder einem ehemaligen Besitzer.